# Шаушпильхаус (Цюрих)
Шаушпильхаус (нем. Schauspielhaus Zürich) — немецкоязычный театр, основное здание которого было открыто в швейцарском городе Цюрих в 1892 году как театр «Volkstheater am Pfauen»; основной зал вмещает 750 зрителей, камерная сцена — 70; получил известность в 1930-е, в связи с массовой эмиграцией актёров и режиссёров из Третьего рейха — несколько лет являлся единственной свободной от цензуры театральной сценой в немецкоязычном мире; в 1938 году стал управляться муниципальной компаний «Neue Schauspiel»; с сентября 2000 года располагает тремя дополнительными площадками в помещениях бывшего завода (Schiffbau) в цюрихском районе Вест: основным залом «Schiffbau/Halle» на 400 мест, малым залом «Schiffbau/Box» на 200 мест и молодежным театром («спичечным коробком») «Schiffbau/Matchbox» на 80 зрителей.

## История и описание

### Основание
Здание для народного эстрадного театра (мюзик-холла) «Volkstheater am Pfauen» и пивного зала «Bayerischer Biergarten» было построено в 1892 году; в здании также размещался и кегельбан. В 1901 году оно было арендовано директором оперного театра Альфредом Ройкером (Alfred Reucker, 1868—1958) для постановки пьесы Гёте «Mitschuldigen». В период с 1903 по 1926 год театр управлялся кооперативом «Genossenschaft zum Pfauen». В 1926 году Фердинанд Ризер (1886—1947), цюрихский торговец вином и директор театра, приобрел здание и перестроил его.
В 1938 году театр стал управлять муниципальной компанией «Neue Schauspiel AG», которая арендовала здание у Ризера — таким образом главе Цюриха Эмилю Клёти (Emil Klöti) и издателю Эмилю Опрехту удалось освободить театр от финансовых проблем. Когда срок аренды у вдовы Ризера истек в 1952 году, жители Цюриха отказались одобрить приобретение здания городом по цене в три миллиона франков. В итоге «Schweizerische Bankgesellschaft» (сегодня — UBS) стал покупателем театрального зала и заключил новый договор аренды с «Neue Schauspiel».

### После 1933 года
Попытки создать в Цюрихе художественный театр мирового уровня (не варьете) долгое время были безуспешными; до 1933 года цюрихский зал был практически незаметен на международном уровне. Однако, начиная с 1933 года многие немецкоязычные актеры и режиссеры эмигрировали из Третьего Рейха в Цюрих, где были приняты Ризером в труппу Шаушпильхауса. Тереза Гизе, Альберт Бассерман, Эрнст Гинзберг, Курт Хорвиц, Леопольд Линдтберг и Грета Хегер были в числе таких эмигрантов; режиссер Вальтер Фельзенштейн в те годы также ставил свои спектакли в Цюрихе.
В итоге именно во время Второй мировой войны театр пережил свой первый расцвет: в это время в программе было много антифашистских произведений, в том числе было поставлено и несколько произведений Бертольта Брехта (под руководством Оскара Вельтерлина); работы швейцарских авторов также получили известность (включая пьесы Макса Фриша и Фридриха Дюрренматта). Несколько военных лет цюрихский «Schauspielhaus» являлся единственной свободной от цензуры крупной театральной сценой в немецкоязычном мире.
В начале XXI века, в 2002 и 2003 годах, Шаушпильхаус — находясь под руководством режиссера Кристофа Марталера — пережил свой второй расцвет: он был дважды признан «Театром года» (Theater des Jahres) критиками журнала «Theater heute». В 2002, 2004 и 2007 годах спектакли «Die schöne Müllerin», «Elementarteilchen» и «The God of Carnage» были удостоены австрийской театральной премии «Nestroy» как лучший спектакль на немецком языке; в 2001 году сам театр был номинирован на премию «Nestroy». Однако в тот же период у театра сократилась посещаемость постановок и возникли внутренние конфликты. В итоге Марталер покинул Цюрих и до 2009 года Шаушпильхаусом руководили Андреас Шпильманн и Матиас Хартманн.
С 2009 года режиссер Барбара Фрей руководила театром, в котором работало 260 постоянных сотрудников и было задействовано около 30 актеров постоянной труппы. В качестве «красной нити» для своей программы Фрей при вступлении в должность выбрала «баланс и разнообразие»: она пыталась сочетать постановки молодых и опытных режиссеров, классические и экспериментальные пьесы. В июне 2017 года было объявлено, что с сезона 2019/2020 годов немецкий режиссер Николас Штеман и драматург Бенджамин фон Бломберг будут совместно руководить работой Шаушпильхауса.

### Дополнительные площадки
В дополнение к основному залу в центре Цюриха, театр также управляет в помещениях бывшего завода (Schiffbau / Escher Wyss AG) в цюрихском районе Вест: основным филиалом «Schiffbau/Halle» на 400 мест, малым залом «Schiffbau/Box» на 200 мест и молодежным театром «Schiffbau/Matchbox» («спичечный коробок») на 80 зрителей. Новые площадки были открыты в сентябре 2000 года постановкой Марталера «Отель Ангст» (Hotel Angst). В том же здании на западе города был открыт ресторан и джаз-клуб «Moods»; мастерские, репетиционный зал, технические помещения и офисы театра также были перенесены в бывший индустриальный район.